# Trioza sembla
Trioza sembla är en insektsart som beskrevs av Caldwell 1940. Trioza sembla ingår i släktet Trioza och familjen spetsbladloppor. Inga underarter finns listade i Catalogue of Life.